# Herradón de Pinares
Herradón de Pinares es un municipio de España perteneciente a la provincia de Ávila, en la comunidad autónoma de Castilla y León. En 2017 contaba con una población de 480 habitantes.

## Geografía
El Herradón está situada a una altitud de 924 m sobre el nivel del mar. Tiene una superficie de 48,40 km². El municipio está formado por dos núcleos: El Herradón, situado junto al río de la Gaznata y La Cañada, situado junto a la estación de ferrocarril de la línea Villalba-Ávila.
| Noroeste: Tornadizos de Ávila   | Norte: Tornadizos de Ávila    | Noreste: Ávila                    |
| Oeste: Tornadizos de Ávila      |                               | Este: Navalperal de Pinares       |
| Suroeste: Santa Cruz de Pinares | Sur: San Bartolomé de Pinares | Sureste: San Bartolomé de Pinares |

## Demografía
Herradón de Pinares cuenta con una población de 495 habitantes (INE 2024).
| Gráfica de evolución demográfica de Herradón de Pinares entre 1842 y 2021 |
| |
| Población de derecho según los censos de población del INE. Población de hecho según los censos de población del INE.En estos censos se denominaba Herradón: 1842 y 1857. En estos censos se denominaba El Herradón: 1860, 1877, 1887, 1897, 1900, 1910, 1920, 1930, 1940, 1950, 1960, 1970, 1981 y 1991. |

## Administración y política
Resultado de las elecciones municipales: 
|            | 2019       | 2019  | 2015       | 2015  | 2011       | 2011  | 2007       | 2007  |
| PARTIDO    | Concejales | Votos | Concejales | Votos | Concejales | Votos | Concejales | Votos |
| ---------- | ---------- | ----- | ---------- | ----- | ---------- | ----- | ---------- | ----- |
| PP         | 3          | 111   | 4          | 166   | 1          | 67    | 2          | 108   |
| PSOE       | 2          | 80    | 2          | 86    | 1          | 54    | 1          | 68    |
| XAV        | 2          | 69    |            |       |            |       |            |       |
| UDEC       | 0          | 28    |            |       |            |       |            |       |
| LA GAZNATA |            |       | 1          | 44    |            |       |            |       |
| Cs         |            |       | 0          | 22    |            |       |            |       |
| UDEC       |            |       | 0          | 9     |            |       |            |       |
| IUCyL      |            |       | 0          | 8     | 1          | 44    | 1          | 54    |
| P.I.M.     |            |       |            |       | 4          | 202   |            |       |
| DN         |            |       |            |       |            |       | 2          | 91    |
| TC-ACAL    |            |       |            |       |            |       | 1          | 88    |